# 洛塔·斯韦德

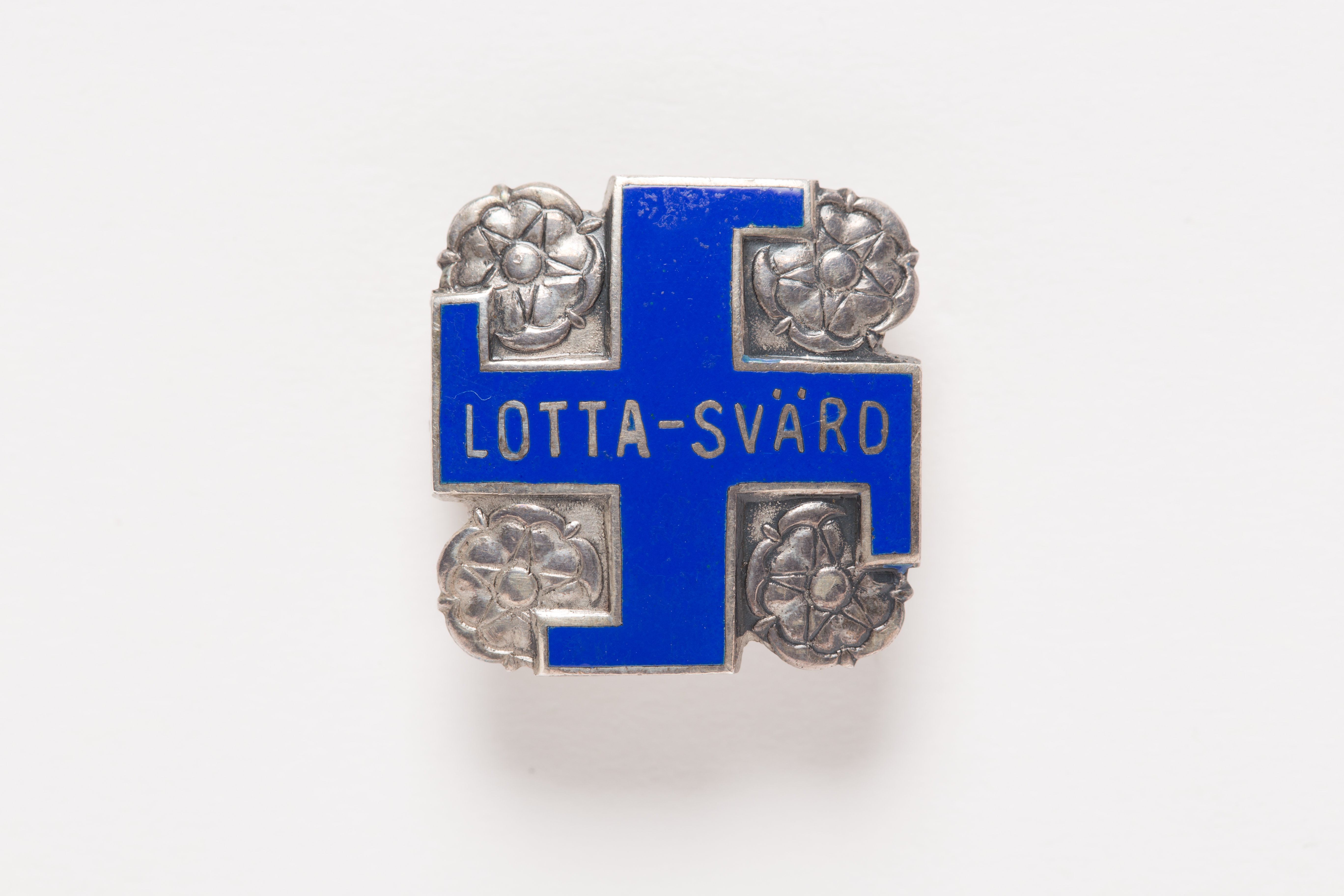
洛塔·斯韦德的徽章

洛塔·斯韦德（瑞典語：Lotta Svärd）是一个芬兰女性志愿辅助準軍事組織。该组织初创于1918年，在1920和1930年代曾有大量成员志愿参与社会工作。该组织最初的创建目的是支援芬蘭白衛隊。二战期间，芬兰当局曾动员洛塔·斯韦德成员，以填补被征召入伍的男性留下的空缺。洛塔·斯韦德组织与军队紧密协作，其成员工作于医院、防空警戒阵地，亦承担其他辅助任务。洛塔·斯韦德不正式给其成员配备武器，仅在1944年成立過一个防空炮连。战后，芬兰政府将洛塔·斯韦德解散。